# Isquemia mesentérica
A isquemia mesentérica é uma condição médica na qual ocorre uma lesão no intestino delgado devido à falta de suprimento de sangue. Pode surgir subitamente, conhecida como isquemia mesentérica aguda, ou gradualmente, conhecida como isquemia mesentérica crônica. A doença aguda apresenta-se frequentemente com dor repentina. Sintomas podem surgir mais lentamente em pacientes com aguda na doença crônica. Sinais e sintomas da doença crônica incluem dor abdominal depois de comer, perda de peso não intencional, vômitos, e medo de comer.
Fatores de risco incluem fibrilação auricular, insuficiência cardíaca, insuficiência renal crônica, sendo propenso à formação de coágulos de sangue, e infarto do miocárdio anteriores. Existem quatro mecanismos pelos quais a má circulação sanguínea ocorre: um coágulo de sangue a partir de outro local ficando alojado em uma artéria, uma nova formação de coágulo de sangue em uma artéria, um coágulo de sangue se formando na veia mesentérica superior, e o fluxo insuficiente de sangue devido a pressão arterial baixa ou espasmos das artérias. A doença crônica é um fator de risco para doença aguda. O melhor método diagnóstico é a angiografia, com a tomografia computadorizada a ser utilizada quando esta não está disponível.
O tratamento da isquemia aguda pode incluir implante de stent ou medicamentos para quebrar o coágulo fornecido no local da obstrução por radiologia intervencionista. Cirurgia aberta também pode ser usada para remover ou ignorar a obstrução e pode ser necessária para remover qualquer intestinos que possam ter morrido. Se não for rapidamente tratada, os resultados muitas vezes são ruins. Entre os afetados, mesmo com o tratamento, o risco de morte é de 70% a 90%. Em pessoas com a doença crônica, a cirurgia de bypass é o tratamento escolhido. Aqueles que têm a trombose da veia podem ser tratados com anticoagulantes, como heparina e varfarina, com a cirurgia sendo usada se eles não melhorarem.
A isquemia mesentérica aguda afeta cerca de cinco por cem mil pessoas por ano em países desenvolvidos. A doença crônica afeta cerca de um por cem mil pessoas. A maioria das pessoas afetadas têm mais de 60 anos de idade. As taxas são praticamente iguais entre homens e mulheres da mesma idade.  A isquemia mesentérica foi descrita pela primeira vez em 1895.